# Jardín Botánico de la Universidad de Siena
El Jardín Botánico de la Universidad de Siena (en italiano: Orto Botanico dell'Università di Siena o también conocido como Orto botanico di Siena) es un jardín botánico de 2,6 hectáreas de extensión, en Siena, Italia. Es miembro del BGCI y presenta trabajos para la "International Agenda Registrant". Su código de reconocimiento internacional como institución botánica, así como las siglas de su herbario es SIENA.

## Localización

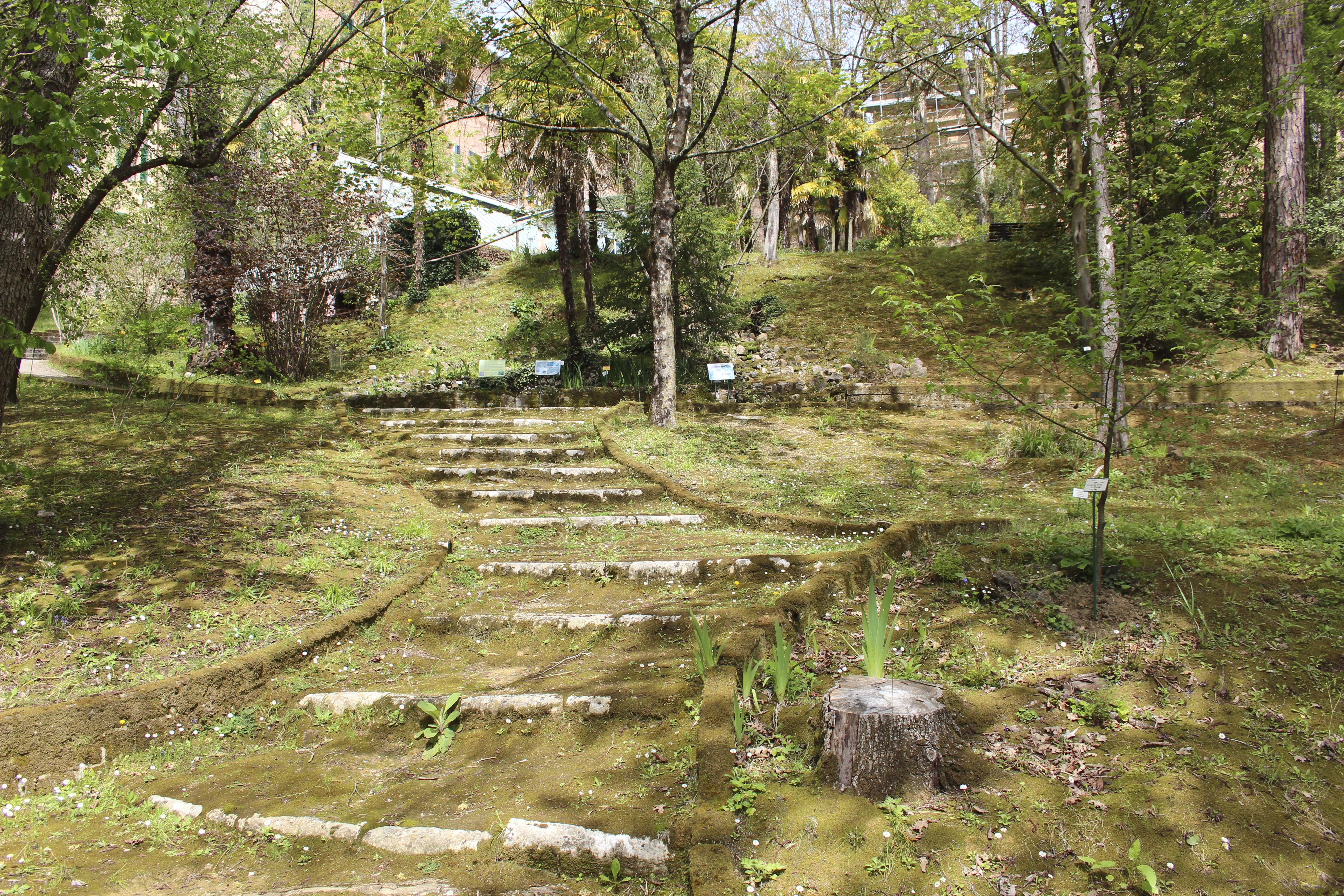
El jardín Botánico de Siena

Se encuentra ubicado en el interior de las murallas de Siena cubriendo la ladera de una colina del valle de S. Agostino. El jardín botánico que está administrado por la Universidad de Siena, se encuentra cerca de Porta Tufi y se accede a través de un vestíbulo de entrada.
Orto Botanico dell'Università di Siena, Orto Botanico
Biblioteca Centrale Scienze M.F.N. Universita' degli Studi di Siena Prato S. Agostino, 4-53100 Siena, Provincia de Siena, Toscana, Italia.43°18′48.77″N 11°19′54.082″E / 43.3135472, 11.33168944
Está abierto todos los días del año en horario de la universidad.

## Historia
La historia del jardín botánico tiene sus inicios en 1588 año en el que la universidad comenzó a cultivar un "Jardín de Simples" (jardín de plantas medicinales), junto  al "Ospedale di Santa Maria della Scala" (Hospital de Santa Maria della Scala). En 1756 el campo de estudios herbarios fue suplantado por la historia natural, y el jardín en 1759 bajo la dirección de Giuseppe Baldassarri comenzó a recoger plantas infrecuentes.  
En 1784 se transformó, por orden del "Gran Duque de Toscana" Pietro Leopoldo, comenzó la reforma de la universidad, y en un breve periodo de tiempo  la colección del jardín incrementó su contenido en más de mil nuevas plantas, muchas del extranjero. Su primer registro publicado (el Index Seminum Siena) enumeró unas 900 especies, incluyendo varios cientos de fuera de Italia.
En 1856 fue trasladado a la localización actual ante la necesidad de expansión de la "Accademia dei Fisiocritici". Abrió sus puertas al público en 1866, adornado con dos piscinas con plantas acuáticas.
El tamaño y las instalaciones actuales deben ser agradecidos a las distintas intervenciones de sus directores que se han producido a lo largo del tiempo. En 1860 fue ampliado y dotado de instalaciones, como el invernadero para el cultivo de plantas exóticas. El instituto botánico fue construido entre 1910 y 1912. En 1964 se duplicó la extensión y se construyeron nuevos edificios para los colegios que incorporan un invernadero frío en el siglo pasado. 

## Colecciones
Alberga más de 900 especies de plantas, incluyendo muchas de las nativas de Toscana, además de introducciones no locales.
Siguiendo las elevaciones del terreno se distinguen tres áreas distintas. 
- La primera, llamada la "scuola" (escuela), ubicado en un terreno aterrazado artificialmente con diseño de lechos rectangulares donde se exhiben las plantas utilizadas en farmacia, perfumería y en la cocina .
- En la segunda, aguas abajo de esta área están cultivados principalmente los árboles y arbustos exóticos, capaces de resistir al aire libre ( membrillo, granada, azufaifo) y las plantas de la zona central y sur de la Toscana. También en esta zona del jardín es de admirar la colección de gimnospermas. Una zona de cultivos de frutas, olivos, y parras de uvas vinícolas con principalmente Chianti.
- En el tercer sector, el "patrimonio". Sobre una terraza artificial, están expuestas en el verano, las plantas exóticas cultivadas en macetas.

Una rocalla con plantas endémicas de La Toscana y de helechos que  normalmente son poco conocidos. En la parte restante, en la que se trata de conservar el aspecto que una vez tuvieron los huertos de La Toscana, se cultivan árboles frutales, y las plantas que se utilizan en investigación. 
Las plantas tropicales como orquídeas, helechos y agaves, figuran en el invernadero construido en el siglo XIX. Tepidarium de 120 m² donde encuentran refugio las plantas procedentes de los ambientes semidesérticos con plantas tales como cactus y Euphorbias  afroamericanas y Orangerie con una colección de plantas insectívoras y de las variedades de naranjos más cultivadas en Europa.
Así son de destacar:
- Plantas endémicas del sur de La Toscana; Alyssum bertolonii, Armeria denticulata, Centaurea aplolepa subsp. Carueliana, Euphorbia nicaensis, Stachys recta ssp. serpentinii, y Thymus acicularis var. Ophioliticus.
- Plantas leñosas plantadas en 1860,  Camellia japonica, Pterocarya caucasica, Aesculus glabra, Idesia polycarpa, Cinnamomum camphora
- Plantas habituales del centro y sur de la región de La Toscana, Cydonia oblonga, Punica granatum, Ziziphus lotus, Anthyllis barba-jovis, Calicotome villosa, Viburnum tinus